# Emanuele Gerada
Emanuele Gerada (ur. 18 maja 1920 w Żejtun na Malcie; zm: 21 stycznia 2011 w Msida) – maltański duchowny katolicki, arcybiskup, nuncjusz apostolski.

## Życiorys
1 sierpnia 1943 otrzymał święcenia kapłańskie i został inkardynowany do archidiecezji maltańskiej. W 1947 rozpoczął przygotowanie do służby dyplomatycznej na Papieskiej Akademii Kościelnej..
15 lutego 1967 został mianowany przez Pawła VI biskupem pomocniczym archidiecezji maltańskiej oraz biskupem tytularnym Nomentum. Sakry biskupiej 18 czerwca 1967 udzielił mu ówczesny arcybiskup Malty - Michele Gonzi. 6 kwietnia 1968 został mianowany koadiutorem swojej archidiecezji.
Nigdy nie objął rządów w archidiecezji ponieważ 8 listopada 1973 papież mianował go nuncjuszem apostolskim w Salwadorze i Gwatemali, podnosząc go do godności arcybiskupa.
Następnie od 1980 reprezentował Stolicę Świętą w Pakistanie (1980-1989) oraz Irlandii (1989-1995). 17 października 1995 przeszedł na emeryturę.